# 1695 w polityce

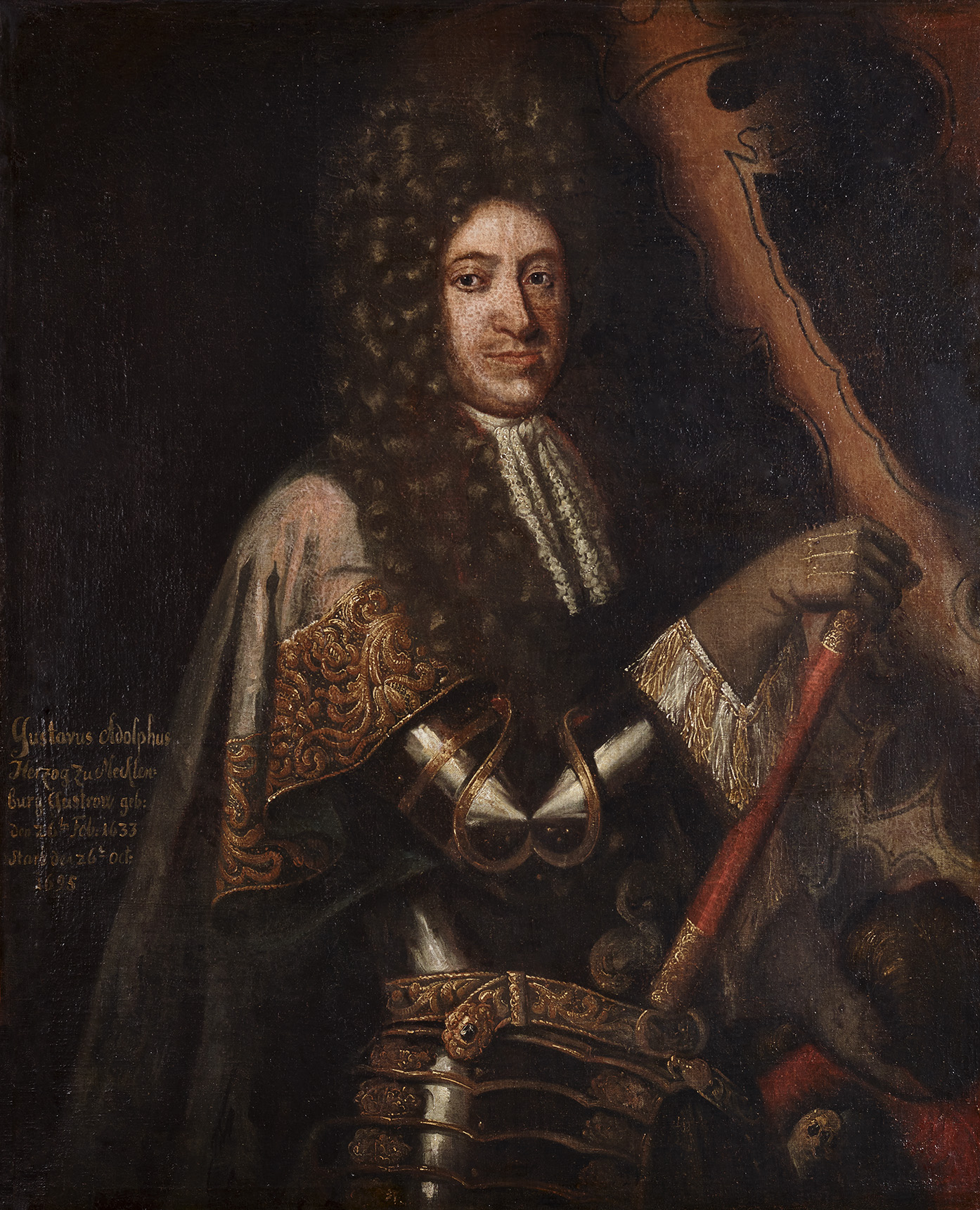
Gustaw Adolf meklemburski

Wydarzenia polityczne w 1695 roku.

## Zmarli
- 2 listopada Gustaw Adolf, książę Meklemburgii[1].